# 4 FEELS.
「4 FEELS.」（フォーフィールズ）は、Dream Shizukaのソロ・デビュー・シングル。2019年5月22日にLDH musicから発売。

## 概要
【CD＋DVD】【CD】の2形態で発売。
2018年12月18日、E.G.family5週連続ツアーキックオフナンバー配信リリースの第5弾として、「かなしみから始まる物語」が翌年2月6日から配信開始となることを発表。2019年1月1日に曲名とアーティスト写真が解禁となった。2月20日、配信曲を含む新曲4曲が収録されたソロ1stシングルが、5月22日にリリースとなることを発表。3月12日にシングルタイトルと収録曲の詳細が発表された。
シングルタイトルは「4 FEELS.」であるが、「4 FEELS.」という曲はない。

## 収録曲

### CD
| #         | タイトル                   | 作詞          | 作曲                                          | 編曲                     | 時間  |
| --------- | -------------------------- | ------------- | --------------------------------------------- | ------------------------ | ----- |
| 1.        | 「Woman We Are」           | SAKURA        | David Amber、Andy Love                        | David Amber              | 3:12  |
| 2.        | 「Paper Dream」            | SHOCK EYE     | SHOCK EYE                                     | Masashi Kusano           | 4:42  |
| 3.        | 「Just keep on dreaming」  | Dream Shizuka | Chris Meyer、StoryThella、miwaflower          | StoryThella、Chris Meyer | 3:37  |
| 4.        | 「かなしみから始まる物語」 | 小竹正人      | Carl Utbult、Caroline Gustavsson、Chris Meyer | Carl Utbult              | 4:25  |
| 合計時間: | 合計時間:                  | 合計時間:     | 合計時間:                                     | 合計時間:                | 15:56 |

### DVD
- かなしみから始まる物語(Music Video)
- Paper Dream(Special Movie)

## タイアップ
- Paper Dream

HBC北海道放送「音ドキッ！」 6月度のオープニング曲
- Just keep on dreaming

読売テレビ「情報ライブ ミヤネ屋」の4月からのOPテーマ